# 雷獣

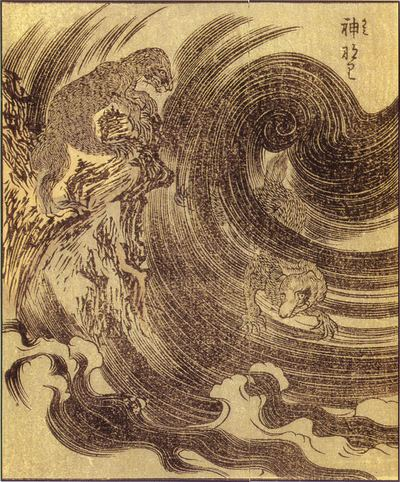
竹原春泉画『絵本百物語』に「かみなり」の題で描かれた雷獣

雷獣（らいじゅう）とは、落雷とともに現れるといわれる日本の妖怪。東日本を中心とする日本各地に伝説が残されており、江戸時代の随筆や近代の民俗資料にも名が多く見られる。一説には『平家物語』において源頼政に退治された妖怪・鵺は実際のところ雷獣であるともいわれる。

## 概要
明治時代に近代化が進んで以来、雷獣は河童や人魚といった妖怪・幻獣に比べると知名度が低下したものの、江戸時代には雷獣の知名度は非常に高かった。航空技術のない当時の人々にとって、空とはまったくの未知の世界であり、空の上がどうなっているかはあれこれと想像を巡らせるしかなかったため、空の上にはまだ知られていない生物が住み、それが落雷などの天変地異によって地上に落下するものと考えられ、雷獣の伝承が生まれたといわれている。

## 雷獣の姿
雷獣の外見的特徴をごく簡単にまとめると、体長2尺前後（約60センチメートル）の仔犬、またはタヌキに似て、尾が7,8寸（約21から24センチメートル）、鋭い爪を有する動物といわれるが、詳細な姿形や特徴は、文献や伝承によって様々に語られている。

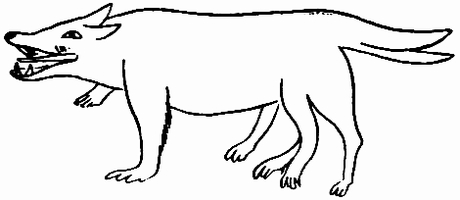
『玄同放言』に描かれた雷獣

水木しげるロードに設置されている「雷獣」のブロンズ像

曲亭馬琴の著書『玄同放言』では、形はオオカミのようで前脚が2本、後脚が4本あるとされ、尻尾が二股に分かれた姿で描かれている（画像参照）。
天保時代の地誌『駿国雑誌』によれば、駿河国益頭郡花沢村高草山（現・静岡県藤枝市）に住んでいた雷獣は、全長2尺（約60センチメートル）あまりで、イタチに類するものとされ、ネコのようでもあったという。全身に薄赤く黒味がかった体毛が乱生し、髪は薄黒に栗色の毛が交じり、真黒の班があって長く、眼は円形で、耳は小さくネズミに似ており、指は前足に4本、後足に1本ずつあって水かきもあり、爪は鋭く内側に曲がり、尾はかなり長かったという。激しい雷雨の日に雲に乗って空を飛び、誤って墜落するときは激しい勢いで木を裂き、人を害したという。
江戸時代の辞書『和訓栞』に記述のある信州（現・長野県）の雷獣は灰色の子犬のような獣で、頭が長く、キツネより太い尾とワシのように鋭い爪を持っていたという。長野の雷獣は天保時代の古書『信濃奇勝録』にも記述があり、同書によれば立科山（長野の蓼科山）は雷獣が住むので雷岳ともいい、その雷獣は子犬のような姿で、ムジナに似た体毛、ワシのように鋭い5本の爪を持ち、冬は穴を穿って土中に入るために千年鼹（せんねんもぐら）ともいうとある。
江戸時代の随筆『北窻瑣談』では、下野国烏山（現・栃木県那須烏山市）の雷獣はイタチより大きなネズミのようで、4本脚の爪はとても鋭いとある。夏の時期、山のあちこちに自然にあいた穴から雷獣が首を出して空を見ており、自分が乗れる雲を見つけるとたちまち雲に飛び移るが、そのときは必ず雷が鳴るという。
江戸中期の越後国（現・新潟県）についての百科全書『越後名寄』によれば、安永時代に松城という武家に落雷とともに獣が落ちたので捕獲すると、形・大きさ共にネコのようで、体毛は艶のある灰色で、日中には黄茶色で金色に輝き、腹部は逆向きに毛が生え、毛の先は二岐に分かれていた。天気の良い日は眠るらしく頭を下げ、逆に風雨の日は元気になった。捕らえることができたのは、天から落ちたときに足を痛めたためであり、傷が治癒してから解放したという。
江戸時代の随筆『閑田耕筆』にある雷獣は、タヌキに類するものとされている。『古史伝』でも、秋田にいたという雷獣はタヌキほどの大きさとあり、体毛はタヌキよりも長くて黒かったとある。また相洲（現・神奈川県）大山の雷獣が、明和2年（1765年）10月25日という日付の書かれた画に残されているが、これもタヌキのような姿をしている。
江戸時代の国学者・山岡浚明による事典『類聚名物考』によれば、江戸の鮫ヶ橋で和泉屋吉五郎という者が雷獣を鉄網の籠で飼っていたという。全体はモグラかムジナ、鼻先はイノシシ、腹はイタチに似ており、ヘビ、ケラ、カエル、クモを食べたという。
享和元年（1801年）7月21日の奥州会津の古井戸に落ちてきたという雷獣は、鋭い牙と水かきのある4本脚を持つ姿で描かれた画が残されており、体長1尺5,6寸（約46センチメートル）と記されている。享和2年（1802年）に琵琶湖の竹生島の近くに落ちてきたという雷獣も、同様に鋭い牙と水かきのある4本脚を持つ画が残されており、体長2尺5寸（約75センチメートル）とある。文化3年（1806年）6月に播州（現・兵庫県）赤穂の城下に落下した雷獣は1尺3寸（約40センチメートル）といい、画では同様に牙と水かきのある脚を持つものの、上半身しか描かれておらず、下半身を省略したのか、それとも最初から上半身だけの姿だったのかは判明していない。
明治以降もいくつかの雷獣の話があり、明治42年（1909年）に富山県東礪波郡蓑谷村（現・南砺市）で雷獣が捕獲されたと『北陸タイムス』（北日本新聞の前身）で報道されている。姿はネコに似ており、鼠色の体毛を持ち、前脚を広げると脇下にコウモリ状の飛膜が広がって50間以上を飛行でき、尻尾が大きく反り返って顔にかかっているのが特徴的で、前後の脚の鋭い爪で木に登ることもでき、卵を常食したという。
昭和2年（1927年）には、神奈川県伊勢原市で雨乞いの神と崇められる大山で落雷があった際、奇妙な動物が目撃された。アライグマに似ていたが種の特定はできず、雷鳴のたびに奇妙な行動を示すことから、雷獣ではないかと囁かれたという。

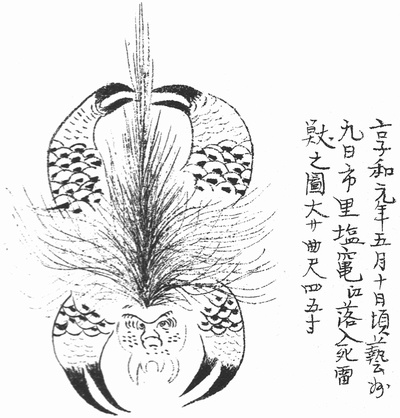
『奇怪集』に描かれた芸州の雷獣

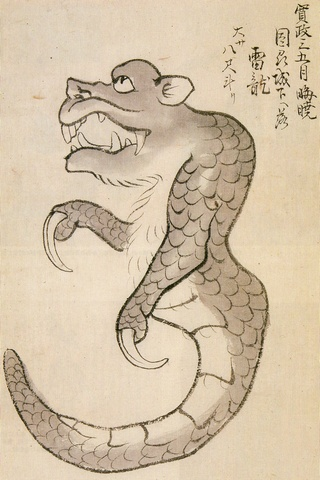
因州の雷龍

以上のように東日本の雷獣の姿は哺乳類に類する記述、および哺乳類を思わせる画が残されているが、西日本にはこれらとまったく異なる雷獣、特に芸州（現・広島県西部）には非常に奇怪な姿の雷獣が伝わっている。享和元年（1801年）に芸州五日市村（現・広島県佐伯区）に落ちたとされる雷獣の画はカニまたはクモを思わせ、四肢の表面は鱗状のもので覆われ、その先端は大きなハサミ状で、体長3尺7寸5分（約95センチメートル）、体重7貫900目（約30キログラム）あまりだったという。弘化時代の『奇怪集』にも、享和元年5月10日に芸州九日市里塩竈に落下したという同様の雷獣の死体のことが記載されており（画像参照）、「五日市」と「九日市」など多少の違いがあるものの、同一の情報と見なされている。さらに、享和元年5月13日と記された雷獣の画もあり、やはり鱗に覆われた四肢の先端にハサミを持つもので、絵だけでは判別できない特徴として「面如蟹額有旋毛有四足如鳥翼鱗生有釣爪如鉄」と解説文が添えられている。
また因州（現・鳥取県）には、寛政3年（1791年）5月の明け方に城下に落下してきたという獣の画が残されている。体長8尺（約2.4メートル）もの大きさで、鋭い牙と爪を持つ姿で描かれており、タツノオトシゴを思わせる体型から雷獣ならぬ「雷龍」と名づけられている（画像参照）。
これらのような事例から、雷獣とは雷のときに落ちてきた幻獣を指す総称であり、姿形は一定していないとの見方もある。

## その他の伝説
松浦静山の随筆『甲子夜話』によれば、雷獣が大きな火の塊とともに落ち、近くにいた者が捕らえようとしたところ、頬をかきむしられ、雷獣の毒気に当てられて寝込んだという。また同書には、出羽国秋田で雷と共に降りた雷獣を、ある者が捕らえて煮て食べたという話もある。
また同書にある、江戸時代の画家・谷文晁（たに ぶんちょう）の説によれば、雷が落ちた場所のそばにいた人間は気がふれることが多いが、トウモロコシを食べさせると治るという。ある武家の中間が、落雷のそばにいたために廃人になったが、文晁がトウモロコシの粉末を食べさせると正気に戻ったという。また、雷獣を2,3年飼っているという者から文晁が聞いたところによると、雷獣はトウモロコシを好んで食べるものだという。
江戸時代の奇談集『絵本百物語』にも「かみなり」と題し、以下のように雷獣の記述がある。下野の国の筑波付近の山には雷獣という獣が住み、普段はネコのようにおとなしいが、夕立雲の起こるときに猛々しい勢いで空中へ駆けるという。この獣が作物を荒らすときには人々がこれを狩り立て、里の民はこれを「かみなり狩り」と称するという。二荒山付近でもこの獣を見る人がおり、江戸中期の学者・新井白石も随筆にこのことを詳しく記している。
関東地方では稲田に落雷があると、ただちにその区域に青竹を立て注連縄を張ったという。その竹さえあれば、雷獣は再び天に昇ることができるのだという。
戦国時代の武将、立花道雪は、雷に打たれ半身不随になったが、その後も輿に乗って戦い鬼のような強さを見せたため「雷獣を斬った際に半身不随となった」という伝説ができた。

## 正体
各種古典に記録されている雷獣の大きさ、外見、鋭い爪、木に登る、木を引っかくなどの特徴が実在の動物であるハクビシンと共通すること、江戸で見世物にされていた雷獣の説明もハクビシンに合うこと、江戸時代当時にはハクビシンの個体数が少なくてまだハクビシンという名前が与えられていなかったことが推測されるため、ハクビシンが雷獣と見なされていたとする説がある。江戸時代の書物に描かれた雷獣をハクビシンだと指摘する専門家も存在する。また、イヌやネコに近い大きさであるテンを正体とする説もあるが、テンは開発の進んでいた江戸の下町などではなく森林に住む動物のため、可能性は低いと見なされている。落雷に驚いて木から落ちたモモンガなどから想像されたともいわれている。イタチ、ムササビ、アナグマ、カワウソ、リスなどの誤認との説もある。
江戸時代の信州では雷獣を千年鼬（せんねんいたち）ともいい、両国で見世物にされたことがあるが、これは現在ではイタチやアナグマを細工して作った偽物だったと指摘されている。かつて愛知県宝飯郡音羽町（現・豊川市）でも雷獣の見世物があったが、同様にアナグマと指摘されている。
また、中国神話には夔（）という妖怪がおり、中国最古の地理書といわれる『山海経』には、夔の吠え声は雷の轟きのようだとの記述があるが、この夔が日本における雷獣伝承の起源になったとの説もあるほか、山梨県笛吹市の山梨岡神社に伝来する夔神像のように在来の道祖神や山の神に対する信仰が夔神に結びついて成立した民俗も見られる。

## 遺物・史跡
新潟県三島郡の西生寺の宝物館には、寺宝として伝わる雷獣のミイラがあり、一般公開されている。その由来や伝承は不明だが、体長35センチメートルほどのネコのような姿で、大きく牙をむきだして威嚇するような姿勢をとっている。妖怪研究家・多田克己はこのミイラを見て「ネコそのものだった」と語っている。日本には人魚や鬼のものとされるミイラが多数あるが、雷獣のミイラの例は珍しい。静岡県でも、ある旧家の蔵から「雷獣」と墨書された和紙に包まれたミイラが発見されており、やはり由来は判明していない。
岩手県花巻市の雄山寺にも「雷神」と札の掲げられた獣のミイラがあり、雷獣と見なされている。一見するとネコに似ているが、ネコに比べると四肢が異常に長く、頭部に眼窩がないことから明らかに普通の生物とは異なるものといわれる。
滋賀県東近江市今代町の富士神社は、雷獣を祀るという全国でも珍しい神社であり、これには次のような謂れがある。かつてこの村は落雷が多かったが、通りがかりの山伏が、落雷が多いのは村に雷獣が住み着いているためと言い、雷獣を捕らえるために地元民に大きな網を作らせ、里外れの森に仕掛けた。すると黒雲が生じて雷が鳴り始め、どこからか赤黒い獣が網の上に現れたので、すかさず捕らえると、それはくちばしと鋭い爪を持つイヌのような獣だった。山伏は鉄杖で獣を叩き殺し、自分の役目は終わったと言って村を去った。以来、村に雷はなくなり、雷獣を捕らえた森には祠が設けられた。この祠は雷獣を封じた意味で封込（ふうじこめ）神社と呼ばれ、後に字が富士（ふじ）に改められたのだという。

## 雷獣にちなんだ作品
- 京極夏彦『かみなり』（前巷説百物語に収録）